# Forged From The Love of Liberty
Forged From The Love of Liberty je državna himna Trinidada i Tobaga.
Izvorno je bila skladana kao himna kratkotrajne Zapadnoindijske Federacije (1958. – 1962.). Postala je himna Trinidada i Tobaga, nakon proglašenja nezavisnosti 1962. godine.
Autor teksta i glazbe je Patrick Castagne (1916. – 2000.)

## Tekst na engleskom jeziku
Forged from the love of liberty
In the fires of hope and prayer
With boundless faith in our destiny
We solemnly declare:
Side by side we stand
Islands of the blue Caribbean sea,
This our native land
We pledge our lives to thee.
Here every creed and race find an equal place,
And may God bless our nation
Here every creed and race find an equal place,
And may God bless our nation.